# Динко Халачев
Динко Халачев (нар. 22 жовтня 1984) — колишній болгарський тенісист.
Найвищу одиночну позицію світового рейтингу — 857 місце досяг 24 травня 2010, парну — 512 місце — 30 грудня 2013 року.
Завершив кар'єру 2015 року.

## Рейтинг на кінець року
| Рік              | 2008 | 2009 | 2010 | 2011 | 2012 | 2013 | 2014 | 2015 |
| Одиночний розряд | 1665 | 903  | 1517 | -    | 1953 | 1153 | 1467 | -    |
| Парний розряд    | 1245 | 972  | 1284 | -    | 998  | 512  | 879  | 1582 |

## Фінали челленджерів і ф'ючерсів

### Парний розряд: 13 (2–11)
| Легенда (парний розряд)  |
| ------------------------ |
| Тур ATP Челленджер (0–0) |
| ITF Ф'ючерс (2–11)       |

| Титули за покриттям |
| ------------------- |
| Тверде (0–3)        |
| Ґрунт (2–8)         |
| Трава (0–0)         |
| Килим (0–0)         |

| Результат | В-П  | Дата     | Турнір                 | Рівень  | Покриття   | Партнер           | Суперники                                    | Рахунок                |
| --------- | ---- | -------- | ---------------------- | ------- | ---------- | ----------------- | -------------------------------------------- | ---------------------- |
| Поразка   | 0–1  | Кві 2008 | U.S.A. F8, Літл-Рок    | Ф'ючерс | Тверде     | Рауль Бермудес    | Гайдн Льюїс Б'єрн Мунро                      | 4–6, 2–6               |
| Перемога  | 1–1  | Лис 2009 | Туреччина F12, Анталія | Ф'ючерс | Ґрунт      | Тихомир Грозданов | Вернер Ешауер Александер Флок                | 4–6, 6–2, [10–7]       |
| Поразка   | 1–2  | Тра 2012 | Болгарія F3, Софія     | Ф'ючерс | Ґрунт      | Петар Трендафилов | Моріц Бауманн Сандро Ерат                    | 1–6, 1–6               |
| Поразка   | 1–3  | Гру 2012 | Туреччина F50, Стамбул | Ф'ючерс | Тверде (i) | Тихомир Грозданов | Олександр Красноруцький Антон Манегін        | 6–7(2–7), 3–6          |
| Поразка   | 1–4  | Тра 2013 | Болгарія F1, Пловдив   | Ф'ючерс | Ґрунт      | Петар Трендафилов | Дамір Джумхур Милян Зекич                    | 5–7, 7–6(7–4), [10–12] |
| Поразка   | 1–5  | Тра 2013 | Болгарія F2, Варна     | Ф'ючерс | Ґрунт      | Петар Трендафилов | Александер Лазов Ласло Уррутія Фуентес       | 6–4, 5–7, [8–10]       |
| Поразка   | 1–6  | Чер 2013 | Болгарія F3, Софія     | Ф'ючерс | Ґрунт      | Петар Трендафилов | Андрей Капась Ґжеґож Панфіл                  | 1–6, 4–6               |
| Поразка   | 1–7  | Лип 2013 | Болгарія F6, Хасково   | Ф'ючерс | Ґрунт      | Петар Трендафилов | Жульєн Демуа Гліб Сахаров                    | 6–3, 3–6, [5–10]       |
| Перемога  | 2–7  | Лип 2013 | Сербія F6, Кикинда     | Ф'ючерс | Ґрунт      | Гліб Сахаров      | Александру-Даньєл Карпен Тудор Крістіан Суля | 6–2, 3–6, [12–10]      |
| Поразка   | 2–8  | Сер 2013 | Сербія F7, Сомбор      | Ф'ючерс | Ґрунт      | Гліб Сахаров      | Іван Сабанов Матей Сабанов                   | 6–4, 5–7, [5–10]       |
| Поразка   | 2–9  | Вер 2013 | Греція F10, Filippiada | Ф'ючерс | Тверде     | Валентин Димов    | Александрос Якуповіч Марк Каловелоніс        | 3–6, 3–6               |
| Поразка   | 2–10 | Лип 2014 | Болгарія F5, Пловдив   | Ф'ючерс | Ґрунт      | Васко Младенов    | Ромен Арнеодо Лука Марґаролі                 | 6–7(4–7), 4–6          |
| Поразка   | 2–11 | Сер 2014 | Сербія F11, Златибор   | Ф'ючерс | Ґрунт      | Пламен Милушев    | Данило Петрович Ілія Вучич                   | 6–2, 3–6, [7–10]       |

## Кубок Девіса
2014 року Динко Халачев дебютував за збірну Болгарії в Кубку Девіса. Він зіграв один матч в одиночному розряді й зазнав поразки.

### Одиночний розряд (0–1)
| Розіграш                         | Раунд | Дата          | Покриття | Суперник             | W/L | Результат     |
| -------------------------------- | ----- | ------------- | -------- | -------------------- | --- | ------------- |
| Група II зони Європа/Африка 2014 | RPO   | 6 квітня 2014 | Ґрунт    | Александрос Якуповіч | L   | 6–7(2–7), 1–6 |

- RPO = Плей-оф на вибування